# 丹考尔
丹考尔（Dankaur），是印度北方邦喬達摩菩提那加爾區的一个城镇。总人口11982（2001年）。

## 人口
该地2001年总人口11982人，其中男性6440人，女性5542人；0—6岁人口1884人，其中男1014人，女870人；识字率57.32%，其中男性为66.57%，女性为46.57%。